# بوتفغراد

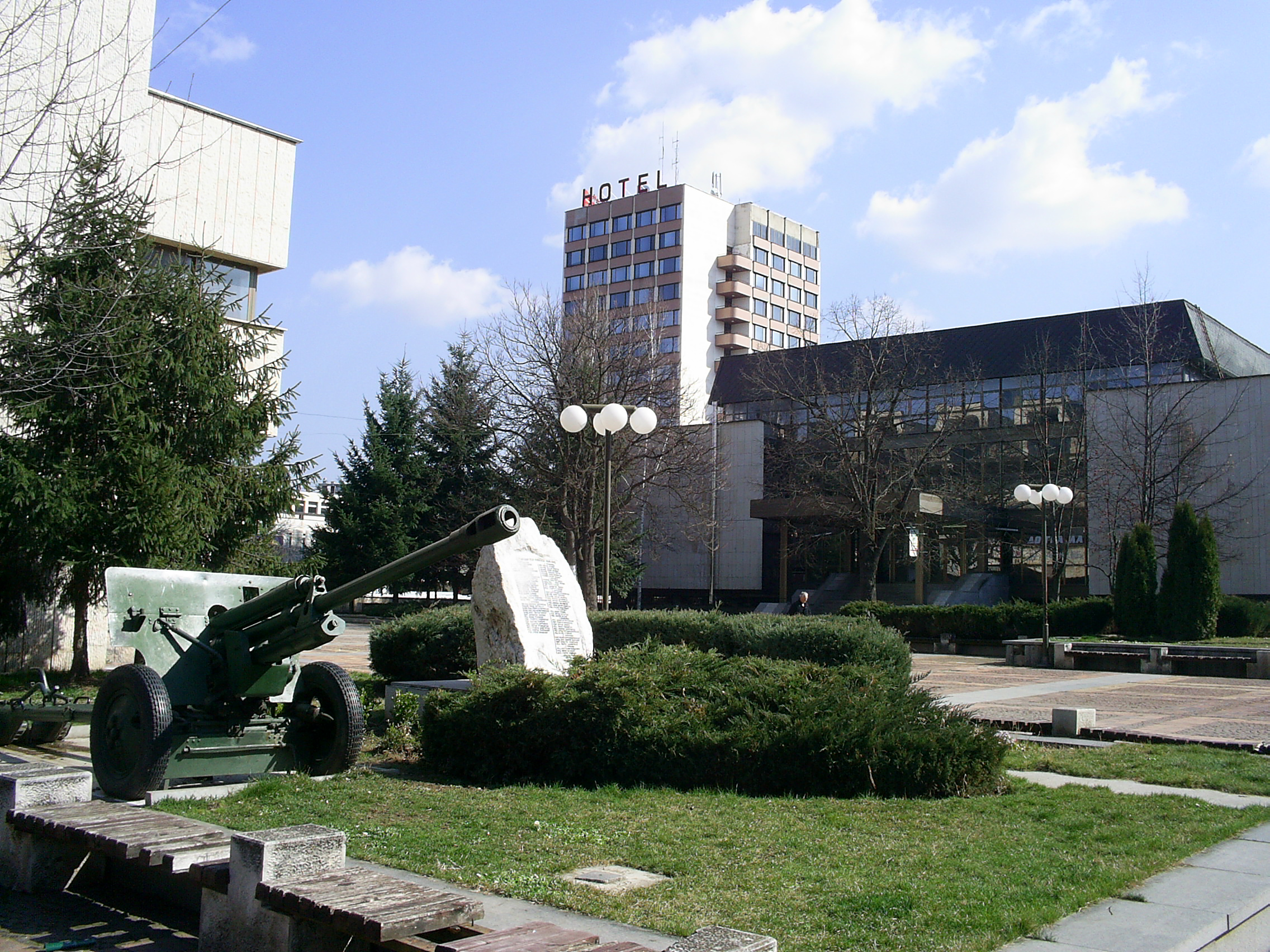
مركز المدينة

بوتفغراد وهي مدينة بلغارية تقع بالقرب من العاصمة البلغارية صوفيا على بعد 47 كم، حيث يبلغ عدد سكان مدينة بوتفغراد 24015 نسمة (2004م).

## المناخ
يظهر الجدول التالي التغييرات المناخية على مدار السنة لبوتفغراد:
| البيانات المناخية لـبوتفغراد      | البيانات المناخية لـبوتفغراد | البيانات المناخية لـبوتفغراد | البيانات المناخية لـبوتفغراد | البيانات المناخية لـبوتفغراد | البيانات المناخية لـبوتفغراد | البيانات المناخية لـبوتفغراد | البيانات المناخية لـبوتفغراد | البيانات المناخية لـبوتفغراد | البيانات المناخية لـبوتفغراد | البيانات المناخية لـبوتفغراد | البيانات المناخية لـبوتفغراد | البيانات المناخية لـبوتفغراد | البيانات المناخية لـبوتفغراد |
| الشهر                             | يناير                        | فبراير                       | مارس                         | أبريل                        | مايو                         | يونيو                        | يوليو                        | أغسطس                        | سبتمبر                       | أكتوبر                       | نوفمبر                       | ديسمبر                       | المعدل السنوي                |
| --------------------------------- | ---------------------------- | ---------------------------- | ---------------------------- | ---------------------------- | ---------------------------- | ---------------------------- | ---------------------------- | ---------------------------- | ---------------------------- | ---------------------------- | ---------------------------- | ---------------------------- | ---------------------------- |
| الدرجة القصوى °م (°ف)             | 18.8 (65.8)                  | 22.9 (73.2)                  | 33 (91)                      | 30 (86)                      | 35.5 (95.9)                  | 37.7 (99.9)                  | 38.5 (101.3)                 | 41.2 (106.2)                 | 41 (106)                     | 34.6 (94.3)                  | 26.8 (80.2)                  | 21 (70)                      | 41.2 (106.2)                 |
| متوسط درجة الحرارة الكبرى °م (°ف) | 4.6 (40.3)                   | 6.7 (44.1)                   | 11.5 (52.7)                  | 17.8 (64.0)                  | 22.4 (72.3)                  | 26.1 (79.0)                  | 29.2 (84.6)                  | 29.6 (85.3)                  | 25.1 (77.2)                  | 18.5 (65.3)                  | 12.4 (54.3)                  | 6.1 (43.0)                   | 17.6 (63.7)                  |
| المتوسط اليومي °م (°ف)            | 0.0 (32.0)                   | 2.1 (35.8)                   | 6.4 (43.5)                   | 12.3 (54.1)                  | 17.1 (62.8)                  | 20.4 (68.7)                  | 23.1 (73.6)                  | 23.1 (73.6)                  | 19.1 (66.4)                  | 12.9 (55.2)                  | 7.6 (45.7)                   | 2.5 (36.5)                   | 12.2 (54.0)                  |
| متوسط درجة الحرارة الصغرى °م (°ف) | −4.6 (23.7)                  | −3.1 (26.4)                  | 1.1 (34.0)                   | 6.7 (44.1)                   | 10.8 (51.4)                  | 13.8 (56.8)                  | 16.0 (60.8)                  | 15.7 (60.3)                  | 12.3 (54.1)                  | 7.2 (45.0)                   | 3.1 (37.6)                   | −1.5 (29.3)                  | 6.5 (43.7)                   |
| أدنى درجة حرارة °م (°ف)           | −31.9 (−25.4)                | −29.5 (−21.1)                | −25.4 (−13.7)                | −4.3 (24.3)                  | −0.8 (30.6)                  | 4.3 (39.7)                   | 6.2 (43.2)                   | 5.7 (42.3)                   | −1.2 (29.8)                  | −4.3 (24.3)                  | −12.8 (9.0)                  | −22.5 (−8.5)                 | −31.9 (−25.4)                |
| الهطول مم (إنش)                   | 45 (1.8)                     | 38 (1.5)                     | 49 (1.9)                     | 67 (2.6)                     | 104 (4.1)                    | 117 (4.6)                    | 84 (3.3)                     | 60 (2.4)                     | 60 (2.4)                     | 58 (2.3)                     | 57 (2.2)                     | 48 (1.9)                     | 787 (31.0)                   |
| المصدر: Stringmeteo.com           |                              |                              |                              |                              |                              |                              |                              |                              |                              |                              |                              |                              |                              |

## توأمة
لبوتفغراد اتفاقيات توأمة مع كل من:
- سارانسك
- Holbæk [الإنجليزية]‏

## صور
http://botevgrad.start.bg

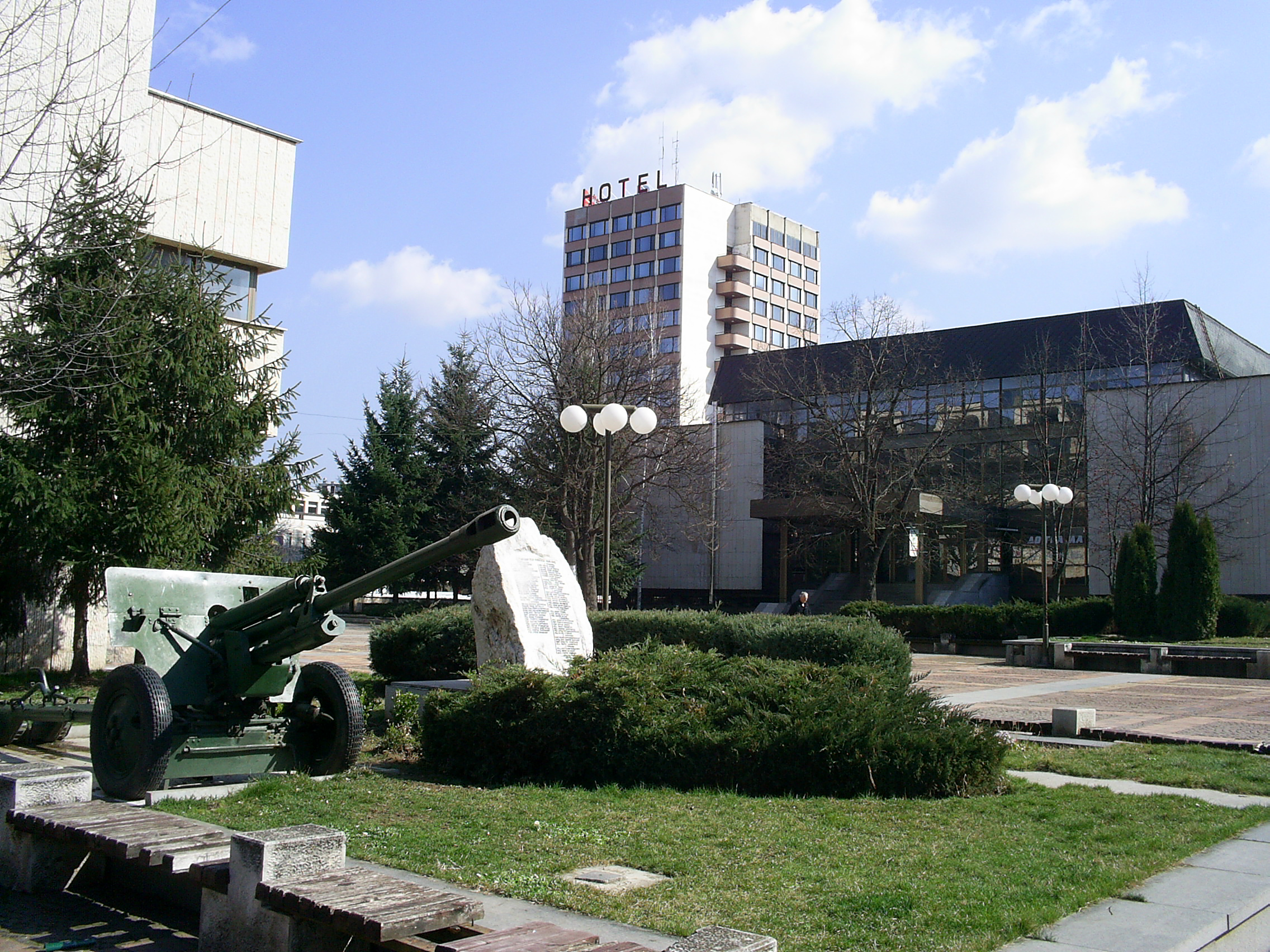
مركز المدينة
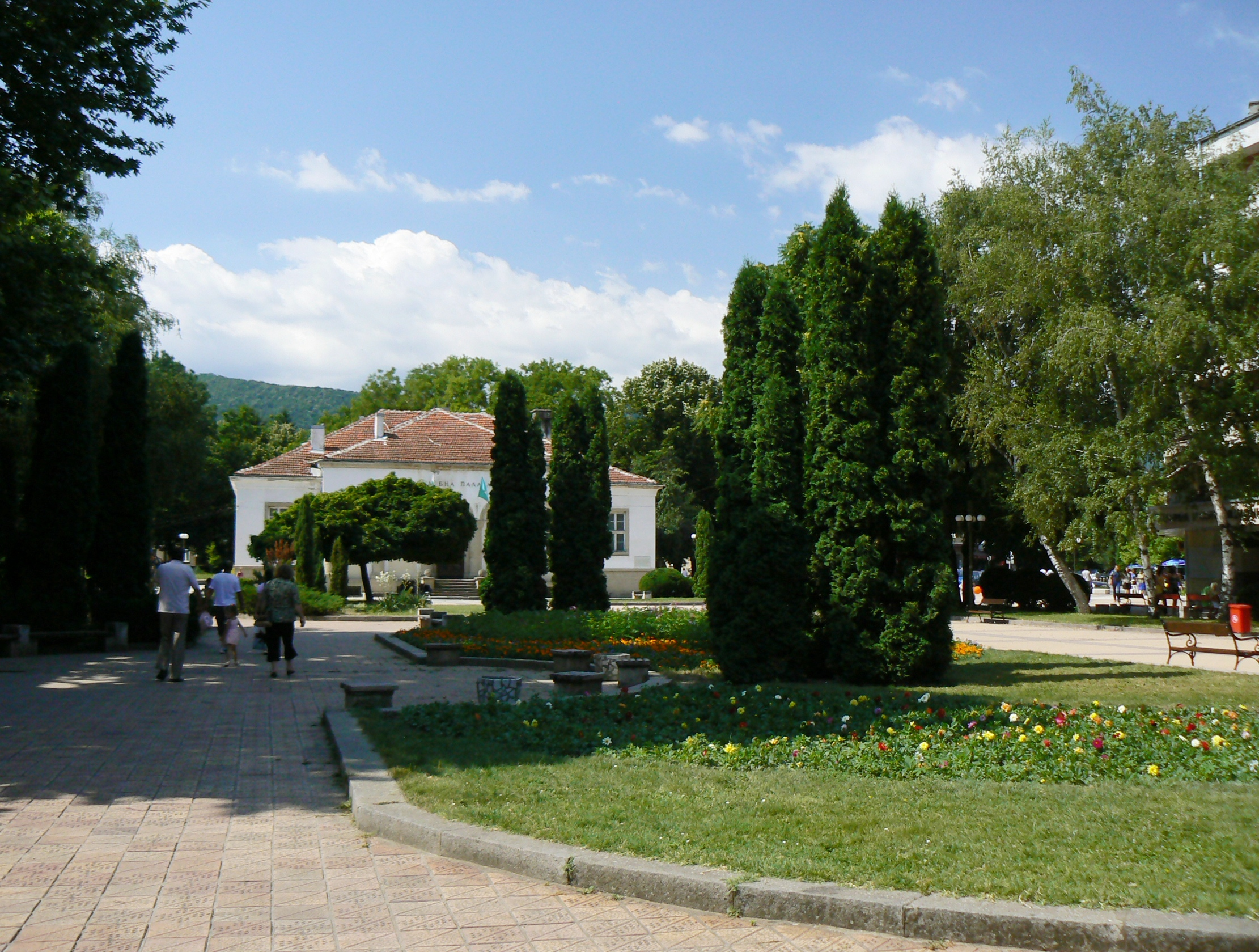
حديقة
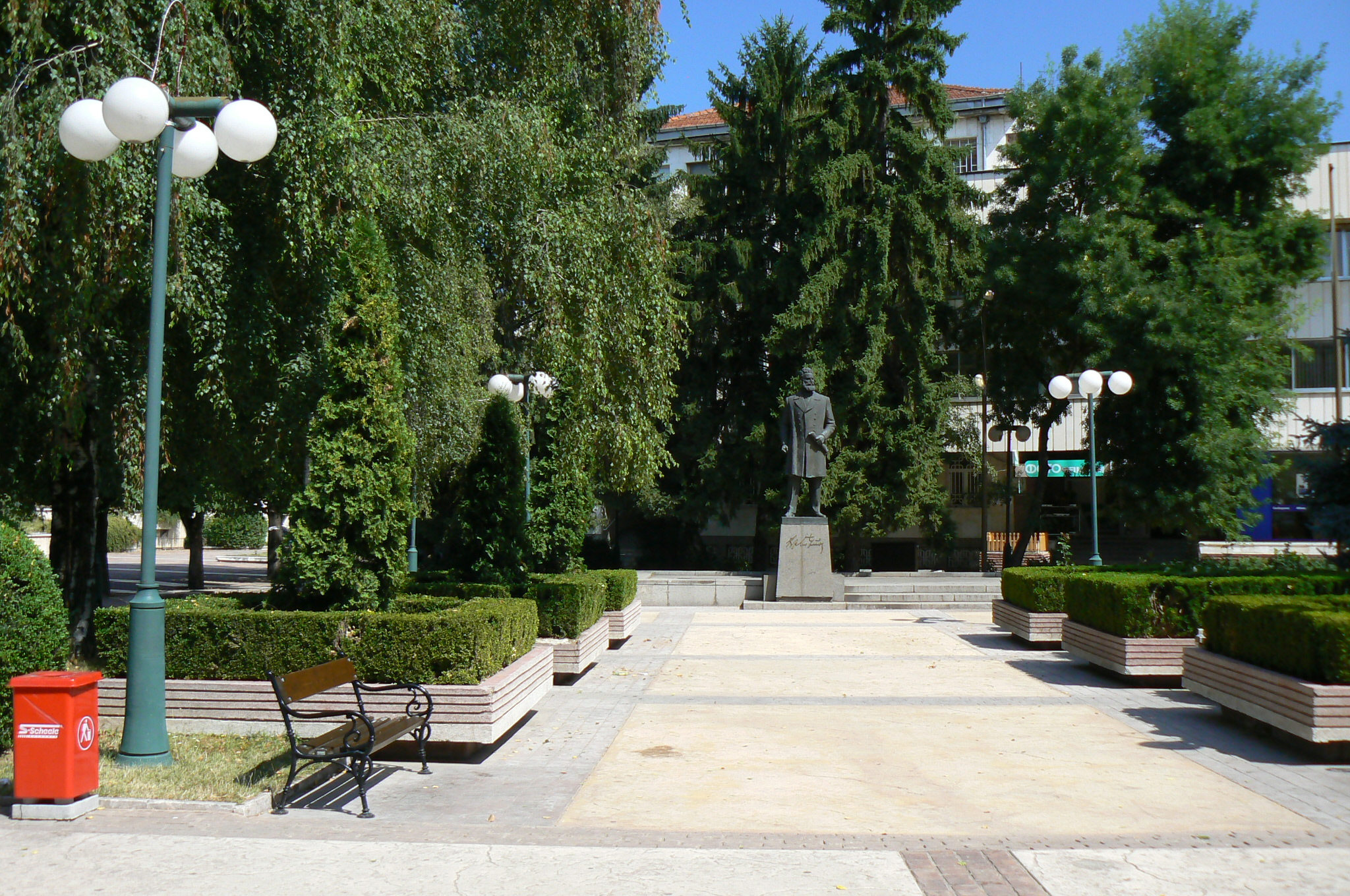
ديقة
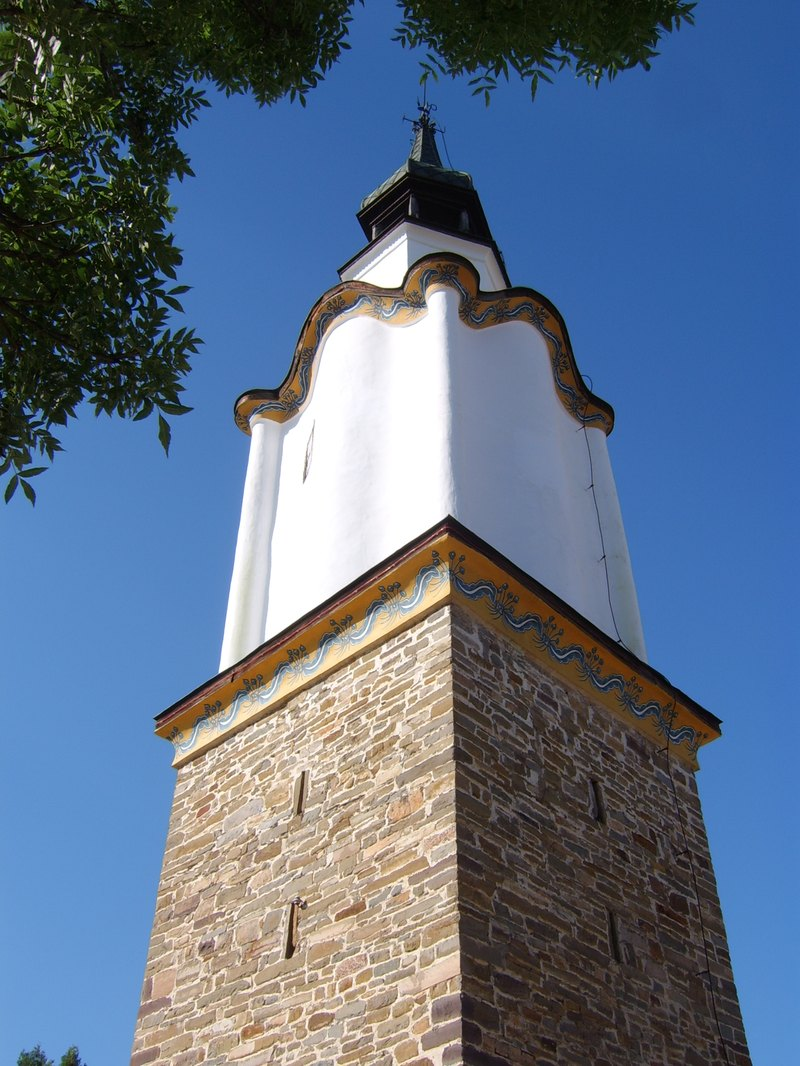
برج الساعة

## أعلام
- ماريان خريستوف